# Pteris deflexa
Pteris deflexa là một loài thực vật có mạch trong họ Pteridaceae. Loài này được Link miêu tả khoa học đầu tiên năm 1833.